# Jestřábník zelenohlavý

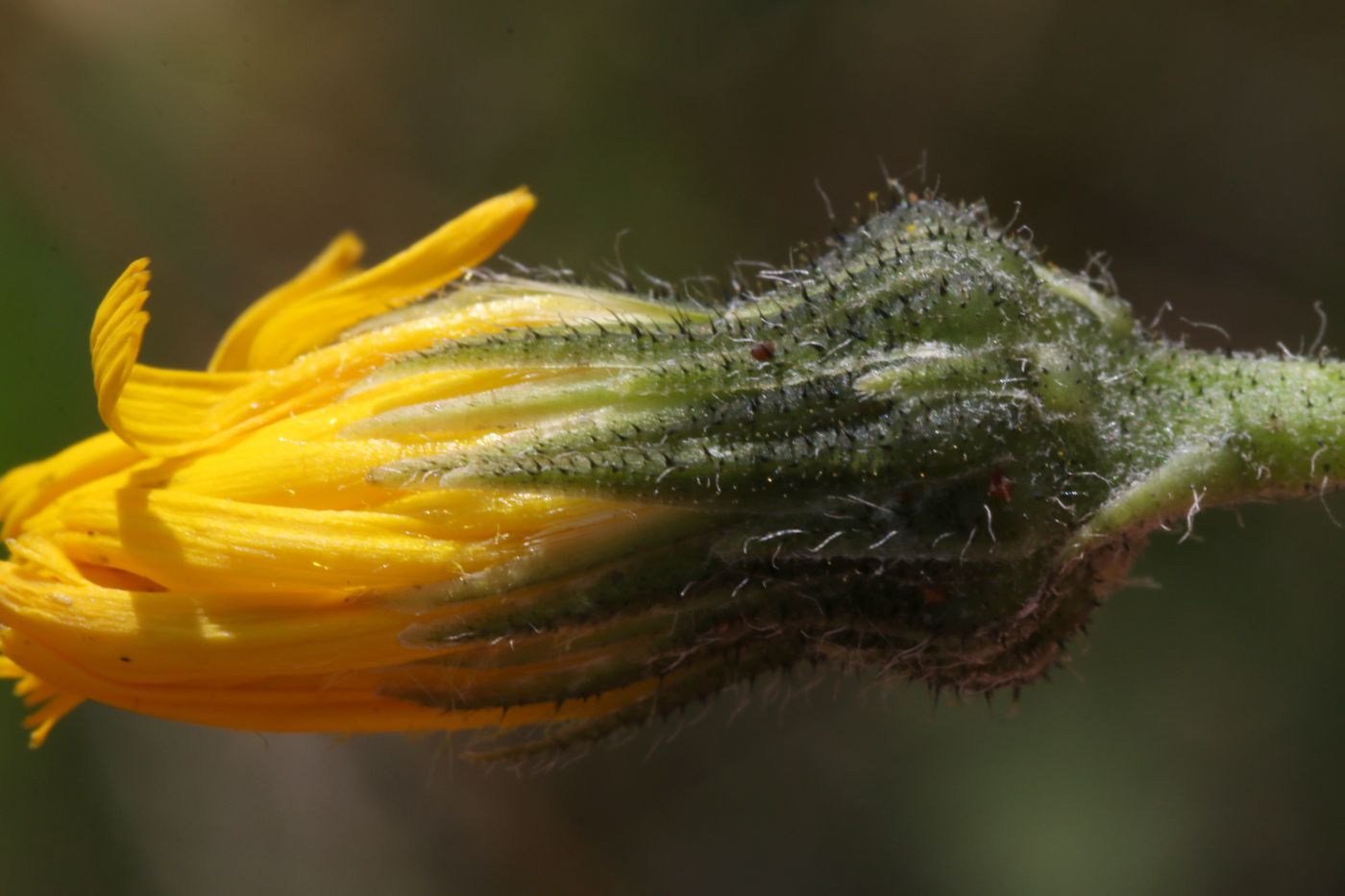
Detail úboru jestřábníku zelenohlavého

Jestřábník zelenohlavý (Hieracium chlorocephalum) je druh rostliny z čeledi hvězdnicovité. Je to vytrvalá, přímá, žlutě kvetoucí bylina s chudě olistěnou lodyhou a jedním až několika listy v přízemní růžici. V rámci taxonomie jestřábníků je spolu s jestřábníkem kalným (H. stygium) řazen do skupiny Hieracium chlorocephalum agg. (H. alpinum – H. lachenalii – H. prenanthoides). Vyskytuje se pouze v Krkonoších a Hrubém Jeseníku. Některé další blízké druhy z dané skupiny rostou v Alpách, Karpatech a Tatrách.

## Popis
Jestřábník zelenohlavý je vytrvalá bylina s přímou, jednoduchou lodyhou, dorůstající obvykle výšky 20 až 40 cm. Lodyha je v dolní části nachová a s četnými jednoduchými chlupy, ve střední části nachově skvrnitá, s roztroušenými chlupy až olysalá. Listy jsou tužší, světle zelené, na líci chlupaté až olysalé, na rubu s vyniklou žilnatinou. Přízemní růžice se skládá z 1 až 3 listů, době květu ale mohou být již zaschlé. Jsou dlouze řapíkaté, 9 až 13 cm dlouhé, s eliptickou nebo kopinatou čepelí. Na bázi jsou klínovité, v dolní a střední části nepravidelně zubaté. Lodyžních listů je 3 až 6 a jsou rovnoměrně rozložené, dolní je řapíkatý, s kopinatou až eliptickou, na bázi klínovitou, v dolní a střední části hrubě zubatou čepelí. Střední lodyžní listy se na bázi klínovitě zužují v nekřídlatý řapík nebo jsou úzkou bází přisedlé. Horní lodyžní listy jsou menší, širokou bází přisedlé, kopinaté a v dolní části zubaté. Květenství má nejčastěji 1 až 4 větve a nese 1 až 7 (řidčeji až 12) úborů. Stopky úborů jsou pokryté roztroušenými stopkatými žlázkami, ojedinělými jednoduchými chlupy s černou bází sahající do 1/3 až 1/2 délky chlupu a četnými hvězdovitými chlupy.
Zákrov je vejcovitý, 10 až 13 mm dlouhý, na bázi uťatý.
Zákrovní listeny se směrem k bázi nápadně rozšiřují, na vrcholu jsou tupě špičaté, tmavě šedé, vnitřní nápadně světle lemované. Jsou pokryté roztroušenými tmavými jednoduchými chlupy a stopkatými žlázkami, pouze při bázi s ojedinělými hvězdovitými chlupy. Liguly jsou žluté, ploché, až 16 mm dlouhé, na vrcholu pouze s ojedinělými chloupky. Čnělky a bliznová ramena jsou na pohled černé (okrové s černými šupinkami). Nažky jsou hnědočerné, 3 až 3,5 mm dlouhé.

## Rozšíření
Druh se vyskytuje pouze v Krkonoších a Hrubém Jeseníku, je tedy endemitem Sudetských pohoří. Roste na travnatých a skalnatých svazích na živinami bohatších, lehce kyselých až lehce zásaditých, hlubších i mělkých, kamenitých i hlinitých půdách v nadmořské výšce od 1100 do 1350 metrů. V rámci české strany Krkonoš byl v minulosti uváděn ze dvou oblastí, z nichž jedna zahrnovala Kotel, Kotelní jámy, Krkonoš, Labskou louku, Pančickou louku a Labský důl, druhá pak Rudník a Čertovu zahrádku. Od 30. let 20. století byl druh na české straně Krkonoš nezvěstný, v roce 2020 byla objevena nevelká lokalita ve Velké Kotelní jámě. V rámci Polska byl uváděn z některých karových jam (Wielki a Mały Staw, Sněžné jámy, Jáma pod Sněžkou), recentně je znám výskyt v Malé Sněžné jámě. Kdysi rostl i na slezské straně Jizerských hor. V rámci Hrubého Jeseníku byl druh historicky doložen z Velké kotliny, Vysoké hole a Grützenbergu. Poslední doklady pocházely z konce 1. poloviny 20. století, v roce 2016 však byla nalezena malá lokalita v oblasti Velké kotliny.

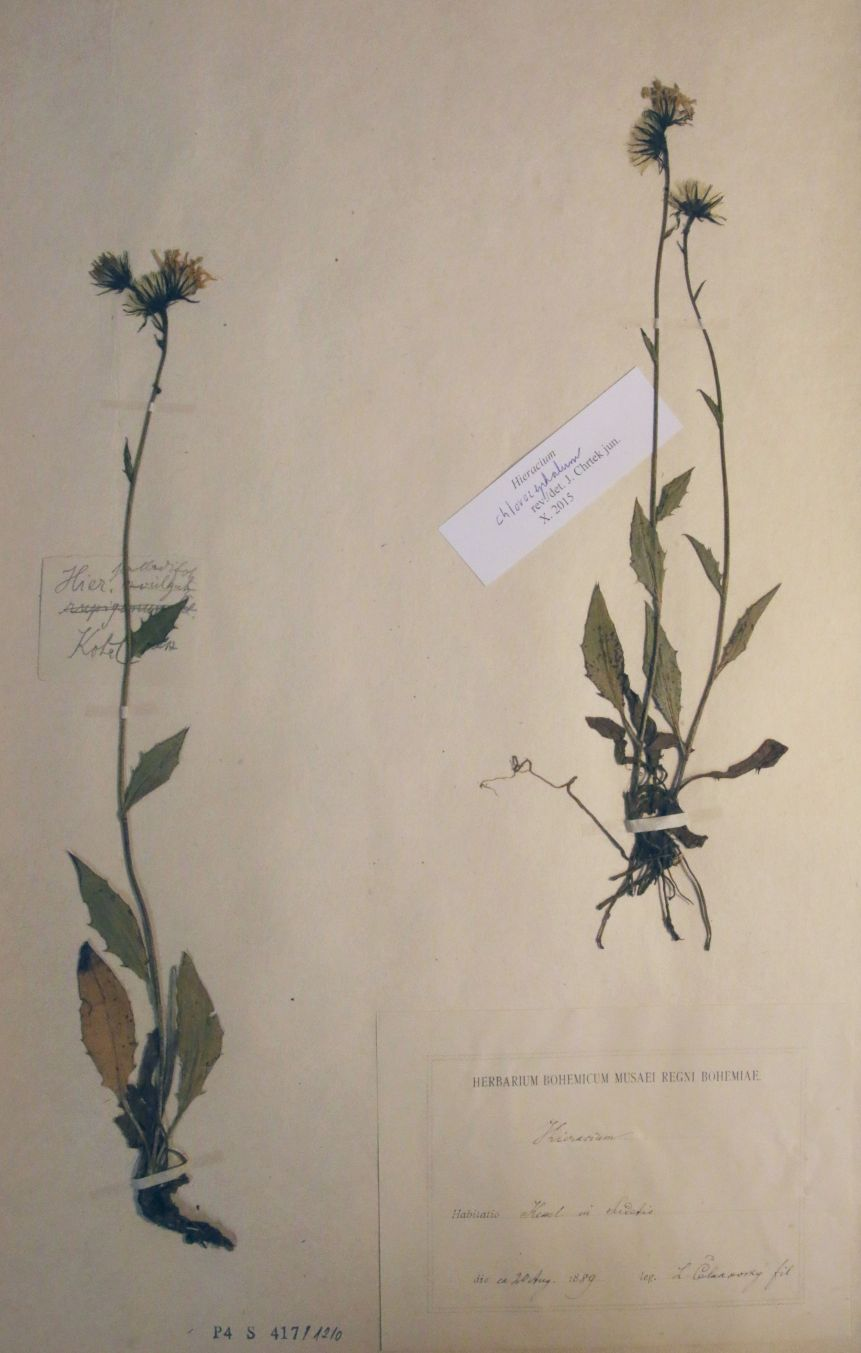
Historická položka jestřábníku zelenohlavého z Kotle (Krkonoše)
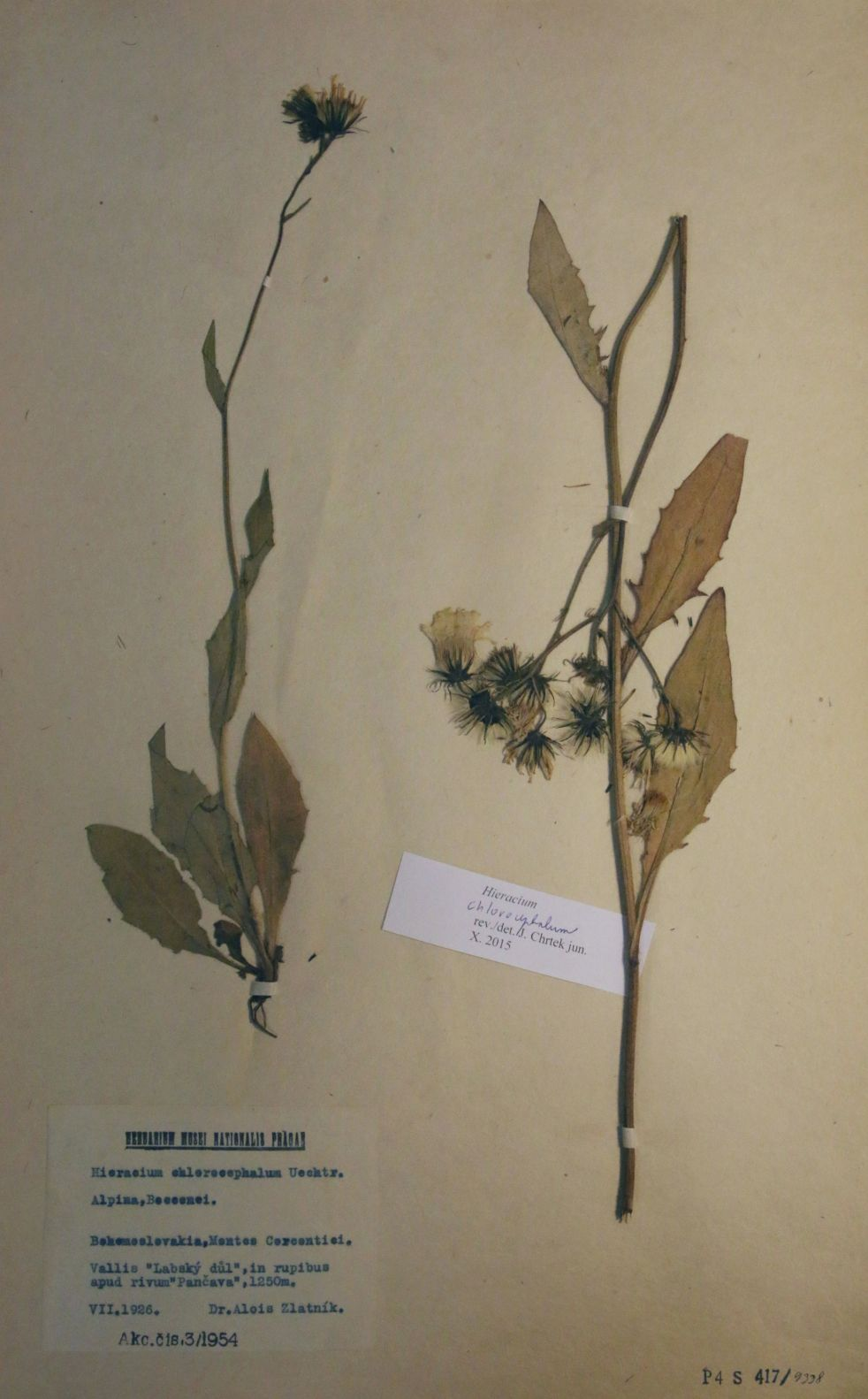
Historická položka jestřábníku zelenohlavého od Pančavy (Krkonoše)

## Ohrožení a ochrana
Druh je v Červeném seznamu cévnatých rostlin České republiky (Grulich et al., 2012) veden v kategorii C1r (kriticky ohrožené druhy). V České republice nepatří mezi zvláště chráněné druhy, všechny recentně známé lokality však podléhají územní ochraně a nacházejí se v klidovém území chráněných území (KRNAP, KPN, CHKO Hrubý Jeseník), kde je vstup mimo značené turistické cesty bez patřičného povolení zakázán.

## Taxonomie
Hieracium chlorocephalum je součástí skupiny druhů označované jako Hieracium chlorocephalum agg. a morfologicky odpovídající kombinaci H. alpinum – H. lachenalii – H. prenanthoides. Z druhů vyskytujících se v České republice náleží do tohoto okruhu ještě Hieracium stygium (jestřábník kalný), který se vyskytuje v Hrubém Jeseníku a Králickém Sněžníku.
Z dalších druhů sem dle Zahnovy monografie náleží H. szerokiense (Tatry), H. adustum (Alpy) a H. stygiellum (Karpaty).

## Rozlišovací znaky
Od ostatních horských jestřábníků s chudě olistěnou lodyhou, vyskytujících se na území České republiky, je jestřábník zelenohlavý poměrně dobře odlišitelný. Charakteristický je zejména tvar a odění zákrovních listenů, které jsou pokryté nanejvýš roztroušenými jednoduchými a žláznatými chlupy, nápadně světle lemované a ve spodní části rozšířené. Jestřábník sudetský a jestřábník stopkatý mají odlišný tvar lodyžních listů a bohatší odění zákrovů. Druhy ze skupiny Hieracium corconticum agg. (jestřábník krkonošský, jestřábník draslavý) mají střední lodyžní listy široce přisedlé až objímavé, spodní se zužují v křídlatý řapík.